# Jeunesse (film, 1977)
Pour les articles homonymes, voir Jeunesse (homonymie).
Pour plus de détails, voir Fiche technique et Distribution.
Jeunesse (青春, Qīngchūn) est un film chinois réalisé par Xie Jin en 1977.

## Synopsis
Pendant la Révolution culturelle, la jeune garde rouge sourde et muette Yamei qui, comme des milliers d’autres jeunes venus de tout le pays, s’est rendue sur la place Tian'anmen de Pékin, ne peut exprimer sa joie de contempler le Président Mao. Elle décide alors de retrouver à tout prix l’usage de la parole et entre comme standardiste dans l’armée.

## Fiche technique
- Scénario : Li Yunliang, Wang Lian
- Photo : Shen Xilin, Qu Jiazhen
- Montage : Zhou Dingwen
- Musique : Ge Yan

## Distribution
- Joan Chen : Chen Chong
- Ping Yu : Xiang Hui
- Xiyan Wang : Cai Fangcheng
- Yue Yuan : le commandeur
- Zhang Yu : Jin Ayan